# Tampondruk
Tampondruk is net als offsetdruk een indirecte vorm van drukken. In een vlakke plaat (cliché) worden verdiepingen gemaakt. Deze verdiepingen worden gevuld met inkt, waardoor deze inkt wordt opgenomen door een gladde en elastische stempel van siliconenrubber (aangezien siliconen inktafstotend zijn). Hierbij wordt de inkt door de tampon overgebracht op het te bedrukken object. 
Doordat siliconen elastisch zijn, kunnen deze zich aanpassen aan ieder te bedrukken object. Hierdoor wordt het mogelijk ook een oneffen oppervlak te bedrukken. Er kan ook worden gekozen welke hardheid, vorm en grootte de tampon krijgt. Dit heeft een directe relatie met het te bedrukken oppervlak. 
De dikte van de inkt is ongeveer 4 micrometer. De dikte van de over te dragen inktlaag is afhankelijk van het type inkt, stroperigheid, de etsdiepte van het cliché en de temperatuur. Over het algemeen is tampondruk de beste drukmethode voor objecten met oneffenheden (rond/hol/bol enzovoort), maar ook vlakkere ondergronden kunnen worden voorzien van een perfecte druk. Voorbeelden waarbij tampondruk gebruikt kan worden zijn een mok, borden, lampenkappen enzovoort.